# 1521 în literatură
- 1520 în literatură — 1521 în literatură — 1522 în literatură

Anul 1521 în literatură a implicat o serie de evenimente semnificative. 

## Evenimente
- Erasmus din Rotterdam se mută la Basel, Elveția unde va muri în 1536

## Eseuri
- Philip Melanchthon - Loci Communes theologicarum

## Decese
Format:1521